# Piotr Małachowski
Piotr Małachowski (* 7. Juni 1983 in Żuromin) ist ein polnischer Diskuswerfer, der 2010 Europa- und 2015 Weltmeister wurde.
Der U23-Vizeeuropameister von 2005 wurde bei den Europameisterschaften 2006 in Göteborg Sechster und bei den Weltmeisterschaften 2007 in Osaka Zwölfter.
2008 stellte er am 27. Juli in Sopot mit 68,65 m seinen vierten polnischen Rekord auf und gewann bei den Olympischen Spielen in Peking mit 67,82 m die Silbermedaille hinter Gerd Kanter (EST) und vor Virgilijus Alekna (LTU). Seinen bis dahin besten Wettbewerb bestritt er bei den Weltmeisterschaften 2009 in Berlin. Im Finale war er im ersten Versuch mit 68,77 m einen neuen polnischen Rekord und erhöhte diesen Rekord im fünften Versuch auf 69,15 m. Damit war er seit seinem ersten Versuch der Wettkampfführende und wurde erst mit dem letzten Versuch des deutschen Starters Robert Harting mit 69,43 m überflügelt. Malachowski gewann somit die Silbermedaille. Es war die erste Medaille eines polnischen Diskuswerfers in der Geschichte der Leichtathletik-Weltmeisterschaften.
Im Jahr darauf verbesserte Małachowski in Gateshead seine Bestleistung auf 69,83 m. Kurz danach warf er bei den Europameisterschaften in Barcelona den Diskus auf 68,87 m und gewann mit vierzig Zentimetern Vorsprung auf Robert Harting sein erstes Gold in einem internationalen Wettbewerb. Bei den Weltmeisterschaften 2011 in Daegu wurde Małachowski Neunter und bei den Olympischen Spielen 2012 in London erreichte er den fünften Platz.
Bei den Weltmeisterschaften 2015 in Peking gewann er in Abwesenheit des verletzten Robert Harting die Goldmedaille, ebenso wie bei den Europameisterschaften 2016 in Amsterdam. Die Olympischen Spiele 2016 in Rio de Janeiro beendete Małachowski erneut auf dem zweiten Platz, diesmal hinter Robert Hartings Bruder Christoph. Die gewonnene Silbermedaille versteigerte er auf einer polnischen Auktionsplattform zu Gunsten eines krebskranken Kindes, um eine kostspielige Behandlung in den USA zu unterstützen.
Der 1,93 m große und etwa 135 kg schwere Werfer startet für Śląsk Wrocław.